# Communauté de communes Pays d’Orange en Provence
Die Communauté de communes Pays d’Orange en Provence ist ein französischer Gemeindeverband mit der Rechtsform einer Communauté de communes im Département Vaucluse in der Region Provence-Alpes-Côte d’Azur. Sie wurde am 30. Dezember 1993 gegründet und umfasst aktuell fünf Gemeinden. Der Verwaltungssitz befindet sich im Ort Orange.

## Historische Entwicklung
Mit Wirkung vom 1. Januar 2017 wechselten die Gemeinden Bédarrides und Sorgues zur Communauté de communes des Sorgues du Comtat.
Der ursprünglich als Communauté de communes des Pays de Rhône et Ouvèze gegründete Verband wurde mit Wirkung vom 1. Januar 2018 auf die aktuelle Bezeichnung umbenannt.

## Mitgliedsgemeinden
| Gemeinde                                         | Einwohner 1. Januar 2022 | Fläche km² | Dichte Einw./km² | Code INSEE | Postleitzahl |
| ------------------------------------------------ | ------------------------ | ---------- | ---------------- | ---------- | ------------ |
| Caderousse                                       | 2.541                    | 32,39      | 78               | 84027      | 84860        |
| Châteauneuf-du-Pape                              | 2.045                    | 25,85      | 79               | 84037      | 84230        |
| Courthézon                                       | 6.245                    | 32,78      | 191              | 84039      | 84350        |
| Jonquières                                       | 5.213                    | 23,87      | 218              | 84056      | 84150        |
| Orange                                           | 29.357                   | 74,20      | 396              | 84087      | 84100        |
| Communauté de communes Pays d’Orange en Provence | 45.401                   | 189,09     | 240              | –          | –            |